# Dragoș (Herrscher)

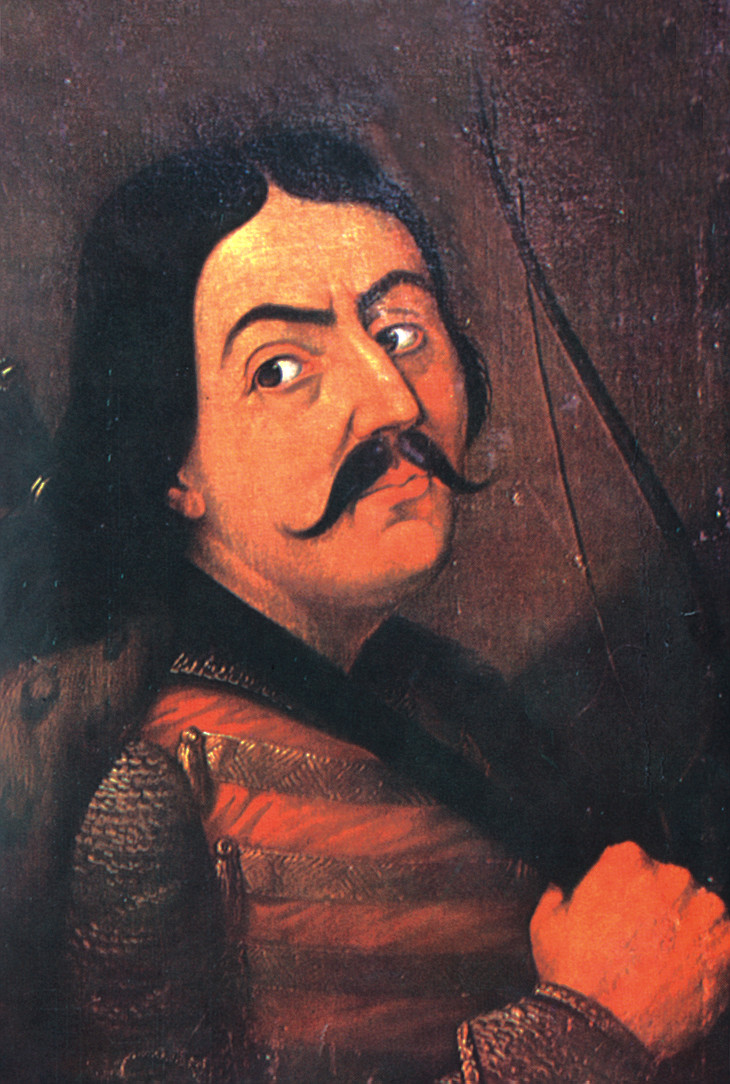
Dragoș, Fürst der Moldau. Darstellung aus dem 19. Jahrhundert

Dragoș (Dragoș I. oder Dragoș Vodă; † 1361) regierte als erster Woiwode das Fürstentum Moldau von 1352 bis 1353.
Dragoș gründete keine Dynastie, da sein Enkel Balc vom Grundbesitzer Bogdan von Cuhea vertrieben wurde.

## Herkunft
In einigen Kopien der Chronik von Grigore Ureche aus dem 17. Jahrhundert heißt es, Dragoș sei mit seinen Männern aus Maramureș ausgezogen und habe in der Moldau „in den Tagen des ungarischen Königs Ladislaus IV., mit Hilfe der Rumänen, die Tataren aus der Moldau über den Dniester vertrieben“. Es gibt keine gesicherten Erkenntnisse über seine Herkunft und sein frühes Leben. Nach einer Theorie ist Dragoș mit einem gewissen Bedeu identisch, der in einer 1336 ausgestellten königlichen Urkunde von Karl I. von Ungarn erwähnt wird. Karl I. wies das Eger-Kapitel an, die Grenzen des Herrschaftsgebiets von Bedeu (jetzt Bedevlia in der Ukraine) festzulegen, das er den Brüdern Drag und Dragoș gestiftet hatte. Drag und Dragoș wurden als „Diener des Königs“ erwähnt, die wie alle Adligen im Königreich Ungarn direkt dem Souverän unterstellt waren. Nach anderen Quellen war Dragoș von Giulești, der Gründer.